# Haplocyclodesmus jeremiei
Haplocyclodesmus jeremiei är en mångfotingart som beskrevs av Jean-Paul Mauriès 1980. Haplocyclodesmus jeremiei ingår i släktet Haplocyclodesmus och familjen Sphaeriodesmidae. Inga underarter finns listade i Catalogue of Life.